# 澄川車站
澄川車站（日语：／ Sumikawa eki */?）是一位於日本北海道札幌市南區澄川4条2丁目，隸屬於札幌市交通局的地下鐵車站。澄川車站是札幌市營地下鐵南北線的沿線車站之一，車站編號N14。

## 車站構造
1面2線島式月台的高架車站。1樓為閘口、2樓為月台。

### 月台配置
| 月台 | 路線   | 目的地               |
| ---- | ------ | -------------------- |
| 1    | 南北線 | 真駒內方向           |
| 2    | 南北線 | 大通、札幌、麻生方向 |

## 相鄰車站
札幌市營地下鐵
 南北線
南平岸（N13）－澄川（N14）－自衛隊前（N15）